# Horanie (rejon dokszycki)
Horanie – dawny folwark. Tereny, na których był położony, leżą obecnie na Białorusi, w obwodzie witebskim, w rejonie dokszyckim, w sielsowiecie Królewszczyzna.

## Historia
W czasach zaborów w granicach Imperium Rosyjskiego.
W dwudziestoleciu międzywojennym folwark leżał w Polsce, w województwie wileńskim, w powiecie dziśnieńskim, w gminie Dokszyce, następnie w gminie Porpliszcze.
Według Powszechnego Spisu Ludności z 1921 roku zamieszkiwały tu 23 osoby, wszystkie były wyznania rzymskokatolickiego i zadeklarowały polską przynależność narodową. Były tu 4 budynki mieszkalne. W 1931 w 3 domach zamieszkiwało 21 osób.
Miejscowość należała do parafii rzymskokatolickiej w m. Parafianów. Podlegała pod Sąd Grodzki w Głębokiem i Okręgowy w Wilnie; właściwy urząd pocztowy mieścił się w m. Porpliszcze.